# 586
586 (DLXXXVI) fue un año común comenzado en martes del calendario juliano, en vigor en aquella fecha.

## Acontecimientos
- Muere el rey visigodo Leovigildo y lo sucede su hijo, Recaredo.

## Nacimientos
- Edwin de Northumbria, rey de Deira y Bernicia (616-633).
- Teodeberto II, rey franco.

## Fallecimientos
- Leovigildo, rey visigodo de Hispania.